# Esplús
Esplús es un municipio y población de España, perteneciente a la comarca de La Litera, al este de la provincia de Huesca, comunidad autónoma de Aragón, a 82,6 km de Huesca. Tiene un área de 73 km² con una población de 644 habitantes y una densidad de 9,85 hab/km². El código postal es 22535.

## Administración y política
| Período   | Alcalde                     | Partido |  |
| --------- | --------------------------- | ------- |  |
| 1979-1983 | Marcial Miralvés Río        | UCD     |  |
| 1983-1987 | José Antonio Susín Abizanda | PSOE    |  |
| 1987-1991 | José Antonio Susín Abizanda | PSOE    |  |
| 1991-1995 | José Antonio Susín Abizanda | PSOE    |  |
| 1995-1999 | José Antonio Susín Abizanda | PSOE    |  |
| 1999-2003 | José Antonio Susín Abizanda | PSOE    |  |
| 2003-2007 | Joaquín Bayona Martín       | PP      |  |
| 2007-2011 | Eduardo Lalana Suelves      | PSOE    |  |
| 2011-2015 | Eduardo Lalana Suelves      | PSOE    |  |
| 2015-2016 | Eduardo Lalana Suelves      | PSOE    |  |
| 2016-2019 | Tania Solans Raluy          | PSOE    |  |
| 2019-2023 | Tania Solans Raluy          | PSOE    |  |

| Partido político    | Partido político                                   | 2003   | 2007   | 2011   | 2015   |
| Partido político    | Partido político                                   | Ediles | Ediles | Ediles | Ediles |
|                     | Partido de los Socialistas de Aragón (PSOE-Aragón) | 2      | 4      | 4      | 5      |
|                     | Partido Popular de Aragón (PP)                     | 3      | 3      | 3      | 2      |
|                     | Independientes                                     | 2      | —      | —      | —      |
| Total de concejales | Total de concejales                                | 7      | 7      | 7      | 7      |

## Demografía
Esplús cuenta con una población de 664 habitantes (INE 2024).
| Gráfica de evolución demográfica de Esplús entre 1842 y 2021 |
| |
| Población de derecho según los censos de población del INE Población de hecho según los censos de población del INEEntre el censo de 1991 y el anterior, disminuye el término del municipio porque independiza a 22909 (Vencillón) |

## Monumentos

### Monumentos religiosos
- Ermita de San Roque

### Monumentos civiles
- Eco-museo de aperos agrícolas (al aire libre).

## Fiestas
- 22 de enero, San Vicente
- 15 de agosto, Asunción de la Virgen
- 16 de agosto, San Roque

## Personas destacadas
- Eva Almunia (PSOE), Jefa de la Oposición de Aragón.

## Hermanamientos
- Fleurance, Francia.[9]